# Christiane de Lisle
 (juillet 2025).
Motif : Insuffisance en matière de sources secondaires centrées. Cf WP:CAA.
- Archive Wikiwix
- Bing
- Cairn
- DuckDuckGo
- E. Universalis
- Gallica
- Google
- G. Books
- G. News
- G. Scholar
- Persée
- Qwant
- (zh) Baidu
- (ru) Yandex

| 1. | Préciser le motif de la pose du bandeau. | Précisez le motif de la pose du bandeau en utilisant la syntaxe suivante : {{admissibilité à vérifier\|date=juillet 2025\|motif=remplacez ce texte par le motif}}                        |
| 2. | Informer les utilisateurs concernés.     | Pensez à avertir le créateur de l'article, par exemple, en insérant le code ci-dessous sur sa page de discussion : {{subst:avertissement admissibilité à vérifier\|Christiane de Lisle}} |

Christiane de Lisle est une organiste et critique musicale née le 14 juillet 1913 à Haguenau (Bas-Rhin) et décédée le 24 janvier 2009 à Courbevoie (Hauts-de-Seine). 
Organiste liturgique et concertiste, organisatrice de concerts de chambre, Christiane de Lisle mène de nombreuses activité de critique musical et de traductrice. Entre 1956 et 1987, elle reçoit de  nombreux compositeurs et musiciens dans son salon de musique.   
Elle est l'épouse de l'ingénieur et entomologiste Melchior de Lisle avec qui elle a quatre enfants: Jacqueline Schaeffer, Renaud de Lisle, Eliane Fievet et Chantal de Lisle. Elle est la grand-mère du plasticien et collectionneur d'art Laurent Fiévet.

## Hommage
En 1979, Pierre Schaeffer lui dédie son œuvre Biludes pour piano et bandes[réf. nécessaire].